# Американская масличная пальма
Америка́нская ма́сличная па́льма, или Эле́йс масличный, или Пальма ма́сляная (лат. Elaéis oleífera) — вид растений рода Масличная пальма (Elaeis) семейства Пальмовые (Arecaceae), произрастающих в Центральной и Южной Америке (Коста Рика, Гондурас, Никарагуа, Панама, Гвиана, Суринам, Венесуэла, Колумбия, Эквадор, Перу), в прибрежных районах экваториальной Западной Африки, культивируется там же, а также в Индонезии.
В синонимику вида входят следующие названия:
- Alfonsia oleifera Kunthbasionym,
- Corozo oleifera (Kunth) L.H.Bailey,
- Elaeis melanococca Mart.

## Ботаническое описание
По сравнению с африканским видом масличной пальмы, культивирующимся во многих странах с тропическим климатом, этот вид встречается намного реже. Американская масличная пальма значительно ниже и имеет более мелкие плоды.
Однодомная пальма высотой до 20 м. Крону образуют 10—20 крупных перистых листьев, листовые черешки с бурыми шипами.
Зацветает на четвёртом — восьмом году жизни.
Урожай даёт 4 раза в год. Соплодие состоит из 600—800 плодов. Плоды — костянки величиной со сливу, красно-оранжевого цвета, мякоть околоплодника содержит 22—70 %, а ядро — около 36 % жирного пальмового (пальмоядрового) масла, близкого к кокосовому.

## Хозяйственное значение и применение
Масло является важным пищевым продуктом местного населения, хотя в промышленных масштабах не производится.
Мякоть плодов используют на корм для домашних животных, а также для изготовления лекарственных средств (от перхоти и выпадения волос).